# 電腦合成影像

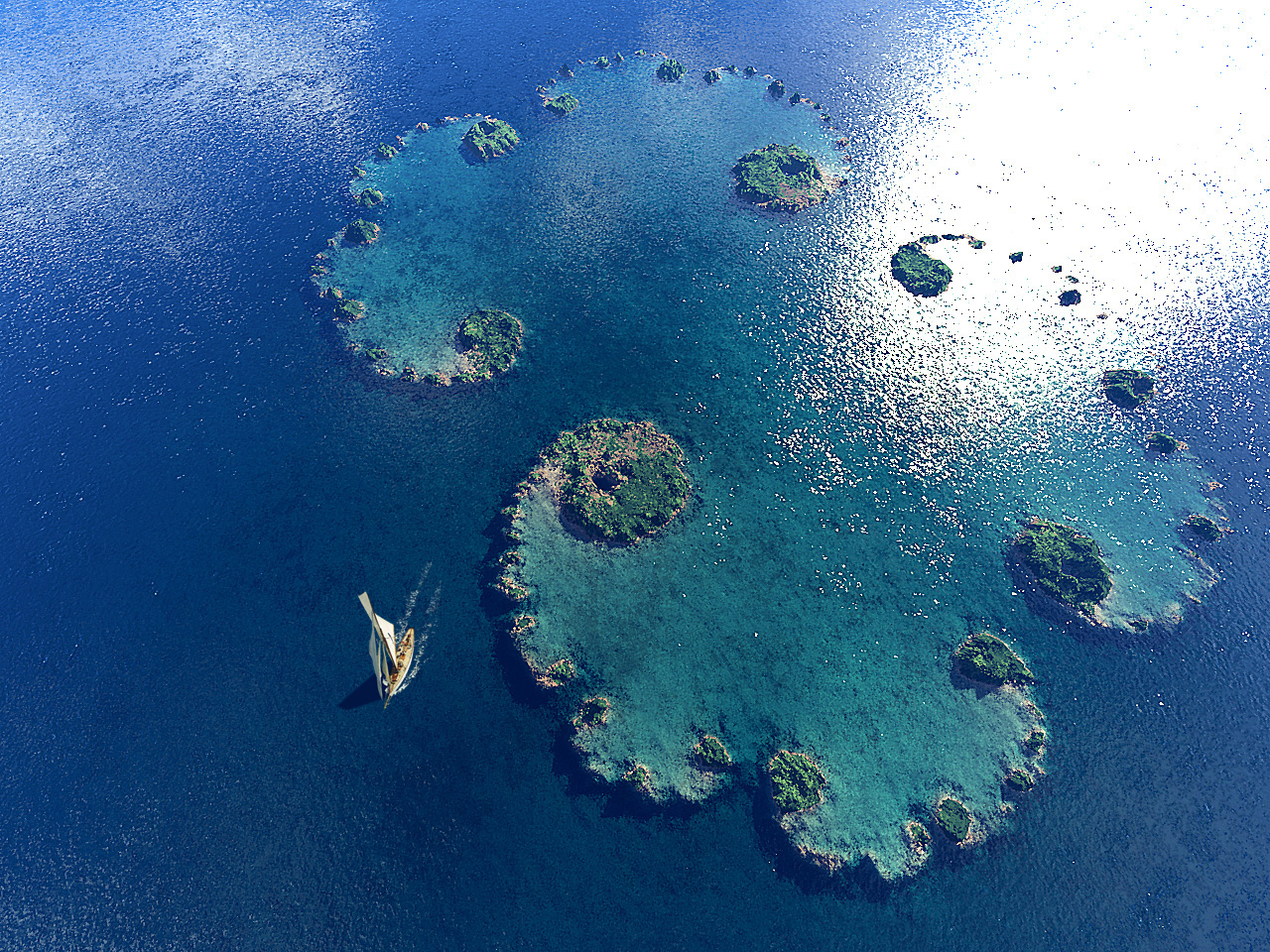
由Terragen生成的自然分形景观.

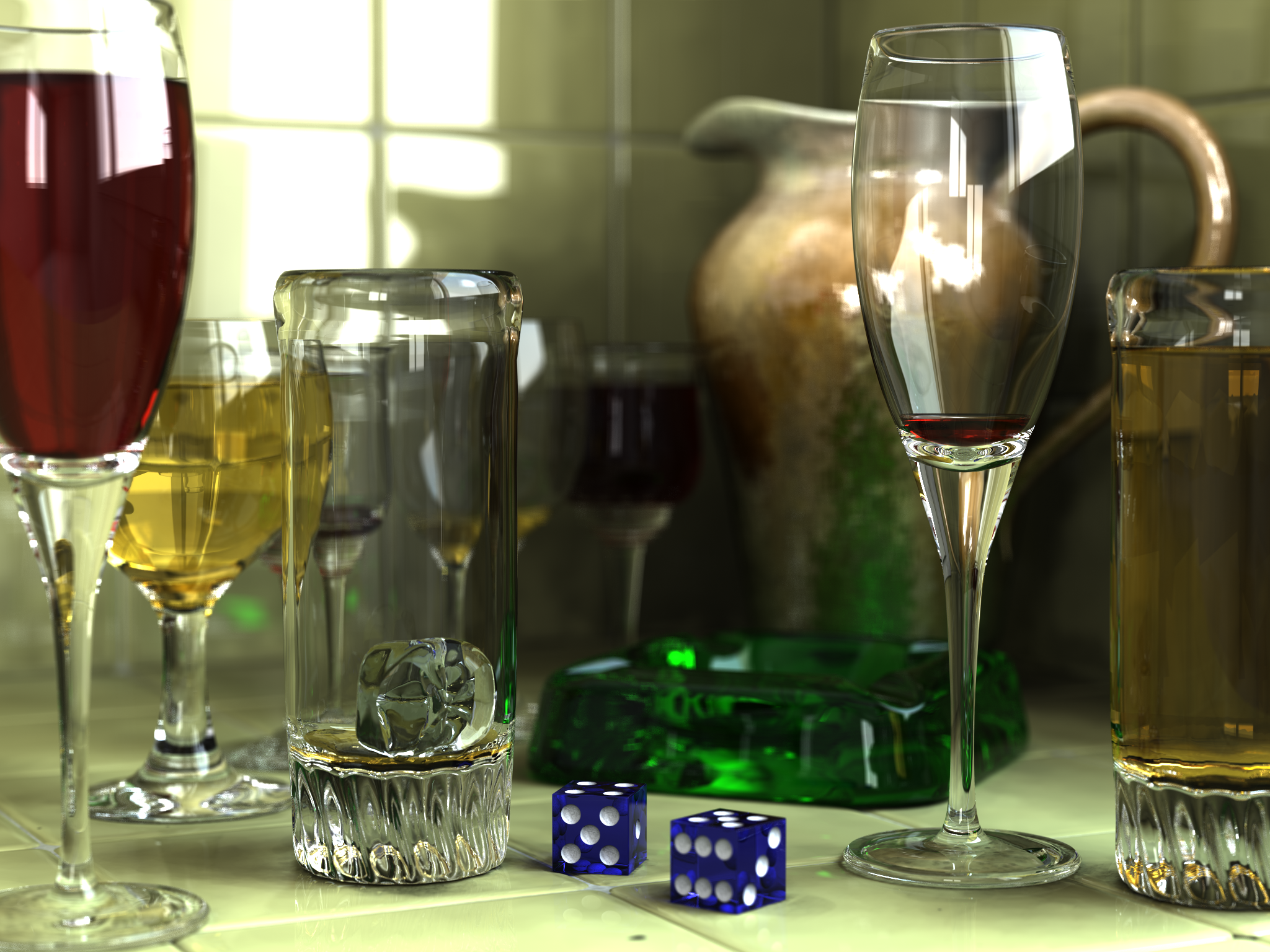
運用電腦圖形學技術所繪製的圖畫

電腦合成影像（英文：Computer-generated imagery，縮寫：CGI），又稱電腦繪圖（英文：Computer Graphics，縮寫：CG，以下簡稱「CG」），是一種透過電腦、電腦軟體繪製的圖片或影音的技術總稱。更精確的如應用在影片中的三維特效，還有在電視節目、廣告及印刷媒體中也很常見。在電腦遊戲中常使用的即時運算圖形都屬於電腦生成圖像的範圍，也有些是用來做過場或是介紹用頁面，有時這被稱為全動態視頻。
其未必是“效率且“節省”的技術。因為CG的技術所製作的動畫的製作費用非常高昂。舉例來說，若要拍攝一個窗簾在陽光下輕輕飄動的鏡頭或者是一片樹葉隨風飄落的過程，恐怕搭景拍攝要比用CG技術作成同樣效果來得方便廉價得多；但是，若要拍一個成千上萬人大場面的全景，用CG的技術絕對會更劃算了。所以，若是靈活運用CG的技術，只是在影音方面就可帶來無窮的效益。
隨著以電腦為主要工具進行視覺設計和生產一系列相關產業的形成,如運用此技術所製作的動畫，簡稱CG動畫；而此技術所繪製出的圖像，則較為精緻於細膩，在感官上創造出一種獨特的美感，這種風格也可以稱作CG畫風，在國際上習慣將利用此技術進行視覺設計和生產，包括藝術，如平面印刷品的設計、網頁設計、三維動畫、影音特效、多媒體技術及最常應用的日本動漫及動畫等，都是CG技術的應用。

## 歷史
- 西元20世紀（60~70年代），電腦圖形技術開始受到人們的關注，但是開始的時候電腦所呈現出來的圖形還是很粗劣的，但人們還是意識到電腦方便、直觀和可提供多種可能的優勢。
- 最早的二維電腦合成影像是在1973年的電影《Westworld》中使用。
- 隨著電腦圖形技術逐漸成熟起來，開始應用在影音、繪圖等各個領域；隨後人們發現簡單的靜態渲染圖對於表達和景觀仿真起不到更全面詮釋的作用，於是此技術與動畫和VR技術開始進入市場並應用於動漫相關產業的製作。

## 影音
從二維到三維，從平面印刷、網頁設計行業到三維動畫、影音特效行業；隨著CG的技術不斷提高，應用的領域也在不斷的壯大著，現今更是形成了一個可觀的經濟產業。

### 電影
而在電影方面，從1991年的《終結者2》到2010年的《阿凡達》，人們感受到了CG技術在質量上的飛躍。如今影音特效、3D動畫制作與3D遊戲制作已成為CG技術領域發展的前沿。
世界上第一部完全用CG技術制作的動畫電影《玩具總動員》突破了數字技術在電影業中的運用限制，給電影制作開辟了一條全新的道路。與此同時，2005年推出的《魔獸世界》就是最好的例子，它以恢弘的場面、美輪美渙的背景、高度仿真的環境、扣人心弦的故事，讓無數魔獸玩家體會到了CG技術的神奇魅力。
2011年《變形金剛3》《怪物史瑞克3》站上電影票房之巔。而2022年香港科幻電影《明日戰記》拍攝期間所使用的CG技術是最多，並成為2022年度香港電影票房冠軍。無不預示著電影和動畫的發展前景。隨著CG技術不斷發展，衍生出很多用CG技術的影音公司，拉動了整個產業的發展和就業。
在這短短十幾年，CG的技術，徹底顛覆了傳統視覺時代，CG技術製作的動畫給影音和遊戲帶來了近千億美元的經濟利潤；可以說，使用CG作畫技術已經在日本等國形成了一種產業，深刻影響著他們的經濟和文化發展。

## 效益
CG技術製作的動畫，製作比起傳統動畫片的製作來說是非常有效率的。首先在此技術的幫助下，動畫製作本身方面，已經節省了一定開支。一部動畫影片，若普通傳統動畫公司，整個從業人員約有3000到4000人，每月產量可以達到200本，這種工作效率是非常驚人的。當然，這忽略了人力物力的投入。而此技術，讓動畫無需實質性的紙張，幾乎完全動用電腦製作，節省了成本，也有助於環保。由於此技術的動畫的製作不像傳統動畫那麽多程序，速度方面也遠遠比傳統動畫更快。一般需要2年便可完全完成一部電影作品。
其次在收益方面，CG技術的動畫的電影收入也比較可觀。拿《玩具總動員2》來說，全球票房收入為4.85億美元，《泰山》的全球票房收入為4.35億美元。《怪物史萊克》票房更是達到5.289億美元，可想而知，全CG技術的動畫電影成為好萊塢最賺錢的電影類型。

## 圖層
在編輯圖像的過程中，使用者可以隨時新增、移動、隱藏、甚至刪除個別的图层，產生不同的效果。
舉例來說，使用者可以將文字放到一個圖層，影像則放到另外的圖層。當需要修改文字時，可以隱藏文字圖層以外的所有圖層，先專注處理需要修改的文字。
另外，如果需要為一幅圖像配上不同語言的文字，可以把不同語言的文字分別放於個別圖層；匯出檔案或列印檔案時，只要隱藏其他無關的文字版本的圖層，就可以獲得所需文字版本的文件。